# Kortebaandraverij

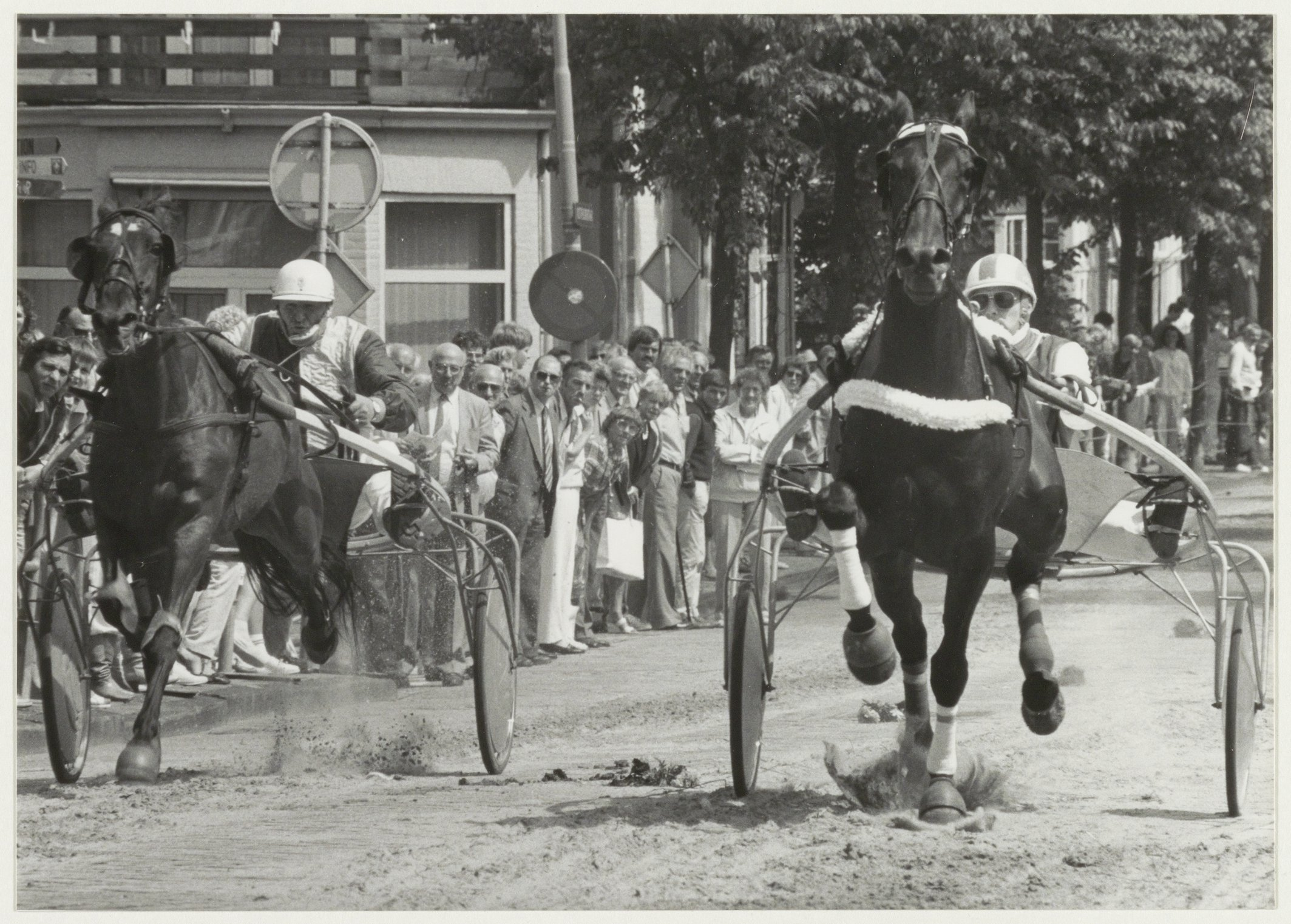
Kortebaandraverij in Zandvoort 1984

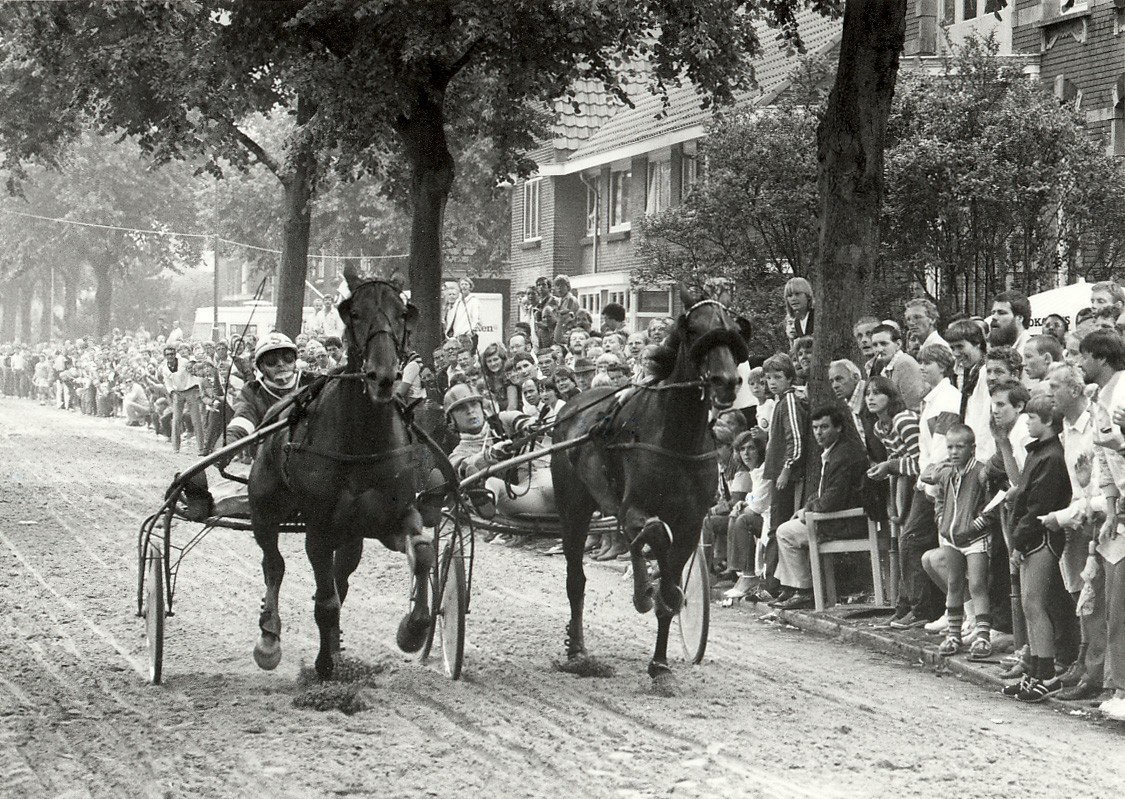
Kortebaandraverij in Santpoort 1982

Een kortebaandraverij is een paardenwedren met harddravers en sulky's, die in tegenstelling tot reguliere draverijen niet op een renbaan wordt gehouden, maar op een daartoe voor de gelegenheid afgezet parcours in een straat of op een weiland. In Nederland wordt bij een kortebaandraverij gedraafd in een rechte lijn van ca. 300 meter. Vaak maakt een kortebaandraverij deel uit van een jaarlijkse feestweek in een stad of dorp. 
Met name in Heemskerk en andere plaatsen in de provincie Noord-Holland heeft deze vorm van drafsport diepgewortelde tradities en wordt georganiseerd door verenigingen die al tweehonderd jaar of langer bestaan. 
Zoals alle officiële harddraverijen en rennen in Nederland, worden ook de kortebaandraverijen verreden onder auspiciën van de Stichting Nederlandse Draf- en Rensport. Dit houdt in dat er een uitgebreide veterinaire controle is, dat de wedstrijd wordt gejureerd door beëdigde wedstrijdcommissarissen (keurmeesters) en dat er voor het publiek de mogelijkheid bestaat om weddenschappen af te sluiten bij de totalisator.
Een kortebaandraverij, waaraan maximaal 24 paarden deelnemen, wordt gehouden volgens het knock-outsysteem en is derhalve een afvalrace, verdeeld over vier voorrondes (omlopen), waarbij telkens twee paarden tegen elkaar lopen. De deelnemende paarden zijn koppelsgewijs ingedeeld. Paard één loopt tegen paard twee, paard drie tegen paard vier, paard vijf tegen zes, enzovoort. Aan het einde van de eerste omloop is dus nog maar de helft van het aantal paarden over, en deze gaan door naar de tweede omloop, waar ook weer de helft afvalt en zo gaat het door tot de finale, waarin de vier overgebleven paarden strijden om de eerste tot en met de vierde prijs.

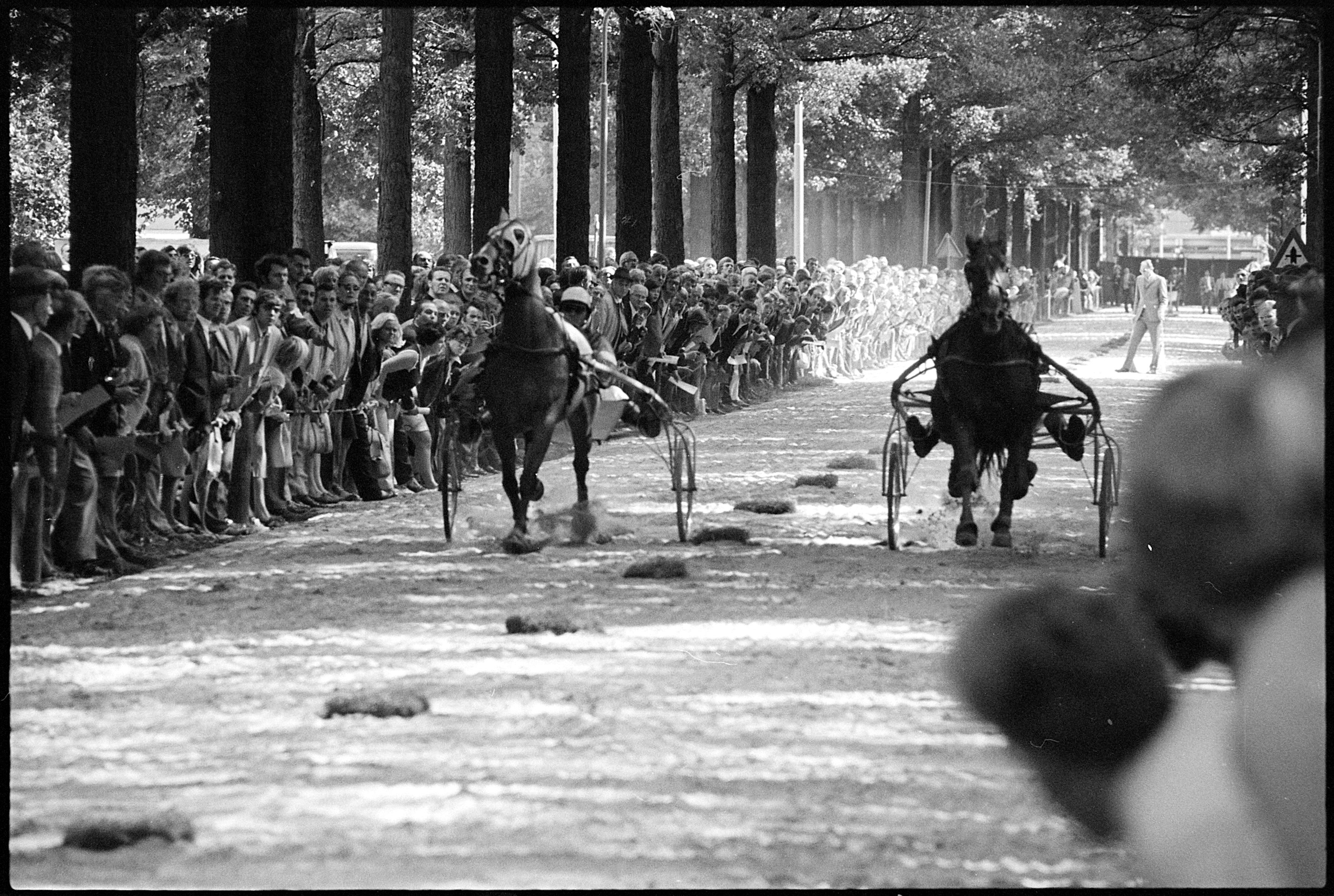
Kortebaandraverij, Heemskerk 1971